# Яструб ангольський
Яструб ангольський (Accipiter tachiro) — хижий птах роду яструбів родини яструбових ряду яструбоподібних. Мешкає в Африці на південь від Сахари.

## Опис
Довжина птаха становить 35—40 см, розмах крил 70 см. Виду притаманний статевий диморфізм: самці важать 160—230 г, самки 227—510 г. Це один із найбільших яструбів; за розмірами він поступається лише брунатному яструбу. Ангольські яструби навіть в межах одного підвиду можуть мати різне забарвлення. Зазвичай, верхня частина тіла і голова самця цього виду сірого кольору, груди та живіт білі, поцятковані тонкими сіро-коричневими або рудими смужками. У самок верхня частина тіла світліша і має більш коричнуватий відтінок, а смужки на животі блідіші. Хвіст темно-сірий зі світло-сірими смугами. Лапи й восковиця жовті. Існує меланістична морфа.

## Поширення та екологія
Ангольський яструб мешкає від Західнокапської провінції в ПАР до півночі ДР Конго, від Анголи до Сомалі, а також на Занзібарському архіпелазі. Він зустрічається в різноманітних лісах, на плантаціях, в парках і садах.

## Таксономія
Заїрський яструб іноді вважається підвидом ангольського яструба.
Виділяють чотири підвиди ангольського яструба:
- A. tachiro unduliventer (Rüppell, 1836) — мешкає в Ефіопії і Еритреї.
- A. tachiro sparsimfasciatus (Reichenow, 1895) — мешкає від Південного Судану і Сомалі на південь вздовж східноафриканського узбережжя, на Занзібарському архіпелазі, на південному сході ДР Конго, на півночі Анголи, Замбії, Малаві і Мозамбіку.
- A. tachiro pembaensis Benson & H. F. I. Elliott, 1975 — мешкає на острові Пемба (Танзанія).
- A. tachiro tachiro (Daudin, 1800) — мешкає на півдні Анголи, Замбії, Малаві і Мозамбіку і в Південно-Африканській Республіці.

## Раціон
Ангольський яструб здебільшого полює на невеликого і середнього розміру птахів і ссавців.

## Розмноження
Сезон розмноження триває з липня по грудень. В кладці 1—3 яйця, інкубаційний період триває 35—37 днів. Пташенята покриваються пір'ям у віці 30—35 днів, однак тримаються поблизу гнізда ще 6 тижнів.

## Збереження
Це численний і поширений птах. МСОП вважає цей вид таким, що не потребує особливих заходів зі збереження.